# Harry Potter und die Kammer des Schreckens
Harry Potter und die Kammer des Schreckens (eng. Original Harry Potter and the Chamber of Secrets, auf Deutsch „Harry Potter und die Kammer der Geheimnisse“) ist der zweite Band der Harry-Potter-Buchreihe von Joanne K. Rowling. Das Buch wurde am 2. Juli 1998 im Bloomsbury-Verlag mit einer Startauflage von 10.000 Exemplaren veröffentlicht. Die deutsche Ausgabe erschien im März 1999 im Carlsen Verlag. Weltweit wurde das Buch 77 Millionen Mal verkauft, darunter mehr als 5 Millionen Mal in deutscher Sprache.
Wie auch für alle anderen deutschsprachigen Harry-Potter-Bände hat Klaus Fritz die Übersetzung besorgt und Sabine Wilharm das Cover gestaltet. Die Verfilmung aus dem Jahr 2002 hat die längste Laufzeit von allen acht Harry-Potter-Filmen, gleichzeitig ist die Buchvorlage die kürzeste der Reihe.

## Inhalt

### Ausgangssituation
Der 12-jährige Zauberlehrling Harry Potter muss die Sommerferien bei seinen einzigen lebenden Verwandten, den gemeinen Dursleys, verbringen. Zu Harrys großem Kummer erreicht ihn während des ganzen Sommers zudem keine einzige Nachricht von seinen besten Schulfreunden Ron und Hermine. Daher kann er den baldigen Beginn seines zweiten Schuljahres in der Zaubererschule Hogwarts kaum erwarten.

### Handlung
Kurz vor Beginn des neuen Schuljahrs erhält Harry bei den Dursleys Besuch vom Hauselfen Dobby, der ihn daran hindern will, zur Schule zurückzukehren, weil Harry Potter dort großes Unheil drohe. Dobby war es auch, der die Briefe von Hermine und Ron abgefangen hat, um Harry auf diese Weise von der Rückkehr nach Hogwarts abzubringen. Über die Gründe für seine Warnungen hüllt sich der kleine Elf jedoch in ängstliches Schweigen. Da Harry in Hogwarts sein neues Zuhause sieht, weigert er sich, auf Dobby zu hören. Als die Dursleys herausbekommen, dass es den Schülern von Hogwarts streng verboten ist, außerhalb der Schule zu zaubern, versperren sie Harry wieder bei Brot und Wasser vor dem Rest der Welt und wollen ihn auch nicht mehr nach Hogwarts gehen lassen. Aus diesem Dilemma befreien Ron und dessen Brüder Fred und George Weasley Harry in einem fliegenden Ford Anglia. Damit reißen sie das Gitter von Harrys Fenster und nehmen ihn mit zu sich nach Hause.
Harry wird für den Rest der Ferien in Rons Familie aufgenommen. Rons Vater Arthur arbeitet im Zaubereiministerium, wo er eine liberale Linie vertritt. Privat zeigt er sich über die Weisen und Techniken, mit denen sich „Nicht-Zauberer“ in der Welt zurechtfinden, sehr interessiert. Harry und die Weasleys reisen in die Winkelgasse unter Verwendung des Flohpulvers, dessen Verbrennung sie vom Kamin ihres Hauses in den Kamin ihres Zielortes bringt, den sie dabei nennen müssen. Harry landet allerdings in einem anderen etwas abseits gelegenen Kamin, weil er den Namen des Zielortes nicht verständlich ausgesprochen hat. In einem Laden belauscht er den überraschend eintretenden Lucius Malfoy, der einige Gegenstände verkauft, deren Vorhandensein in seinem Haus vom Zaubereiministerium empfindlich gerügt werden würde. Harry gelingt es schließlich, zur Winkelgasse zu gelangen und die Weasleys wiederzufinden. Es stellt sich beim folgenden Bücherkauf heraus, dass Rons Familie, obgleich „reinblütige“ Zauberer, im Gegensatz zur Familie Malfoy arm ist. Lucius Malfoy stört darüber hinaus die Neigung von Rons Vater zu „minderwertigen“ Nicht-Zauberern und ihren Erfindungen. Dies betrifft auch die Eltern von Hermine. Von den Schulbüchern, die in diesem Jahr zu kaufen sind, hat die meisten Gilderoy Lockhart, der neue Lehrer für Verteidigung gegen die dunklen Künste, geschrieben, den Harry zu seiner Autogrammstunde, die er gerade um die Ecke gibt, beglückwünschen muss.
Als Harry und Ron am nächsten Tag den Hogwarts-Express erreichen wollen, bleibt ihnen der besondere Bahnsteig zum Gleis 9¾ versperrt. In Gefahr, nicht rechtzeitig einzutreffen, bedienen sie sich des fliegenden Autos. Vor dem Internat produzieren sie eine Bruchlandung im Schlosswald, bei der Rons Zauberstab zerbricht. Besonders dem Professor für Zaubertränke Snape stößt die ordnungswidrige Verwendung des Autos auf, und er versucht, einen Schulverweis von Harry und Ron zu erwirken. Die Hauslehrerin der beiden, Professor McGonagall, lässt es aber bei einer Strafarbeit bewenden. Ebenso bekommt Harry die aufdringliche Sorge von Lockhart zu spüren, der meint, dass Harry es mit seinen Taten darauf anlegt, so berühmt zu werden wie er. Beim Training zum nächsten Quidditch-Spiel stellt sich heraus, dass Draco Malfoy sich mit einer Besenspende seines Vaters in die Mannschaft Slytherins gekauft hat. Darüber hinaus wettert er gegen nicht-reinrassige Zaubererfamilien („Schlammblüter“) und greift damit Harry und Hermine an.
Auf dem Weg zum Büro von Professor Lockhart hört Harry Stimmen, die von Morddrohungen künden. Er findet daraufhin die versteinerte Katze des Hausmeisters Filch. Eine Inschrift an der Wand verrät, dass die „Kammer des Schreckens“ wieder geöffnet wurde. Die anschließenden Nachforschungen über die ominöse Kammer stoßen bei der Lehrerschaft auf Unwillen. Die Geschichte, dass Salazar Slytherin, einer der Gründer des Internats (vor 1000 Jahren), ein Verlies in Hogwarts angelegt und versiegelt habe, welches durch einen seiner Erben später den Schrecken gegen alle Nicht-Zauberer wenden soll, wird als Ammenmärchen dargestellt. Eine solche Kammer könne es gar nicht geben, da es seit Anbeginn niemandem gelungen sei, sie zu finden. Da der Schrecken aus dem angeblich nicht existierenden Verlies den Muggelgeborenen (Schülern von Eltern, die keine Zauberer sind) gelten soll, vermuten Harry und seine Freunde, dass womöglich in Draco Malfoy der Erbe Slytherins wiedererstanden sein könnte. Sie finden jedoch nur heraus, dass Malfoy zwar mit dem Erben des Herren der Kammer des Schreckens sympathisiert, es aber auf keinen Fall selbst ist.
Bei einem Quidditch-Spiel seiner Mannschaft wird Harry von einem manipulierten Klatscher getroffen, der seinen Arm bricht. Bei einem missglückten Versuch Lockharts, ihn zu heilen, zaubert dieser Harry stattdessen die Knochen aus dem Arm. Während sie auf der Krankenstation mittels eines Zaubertrankes langsam und äußerst schmerzhaft nachwachsen, erhält Harry erneuten Besuch von Dobby. Es stellt sich heraus, dass er in guter Absicht für den versperrten Bahnsteig sowie Harrys Unfall beim Quidditch gesorgt hat. Der Elf bringt sein Schicksal und das von seinesgleichen dabei mit Harrys Wohlfahrt in Zusammenhang: Harry allein vermag ihnen die Freiheit zu garantieren oder zu schaffen. Dobby verschwindet, als, geleitet von Dumbledore, der versteinerte Körper des Schülers Colin Creevey auf die Krankenstation gebracht wird.
Die Nachricht vom Angriff auf Colin sorgt in der Schülerschaft für große Aufregung. Zur Einübung von Techniken der Selbstverteidigung bietet Gilderoy Lockhart einen Duellierclub für alle Schüler an. Lockharts geplante Selbstdarstellung geht abermals gründlich daneben: Sein „Assistent“ Snape lässt ihn schon bei der einführenden Demonstration des Entwaffnungszaubers von der Bühne purzeln. Während eines Duells mit Draco Malfoy spricht Harry mit einer von Malfoy heraufbeschworenen Giftschlange, die sich angriffsbereit vor Justin Finch-Fletchley aufbäumt. Obwohl die Schlange sich daraufhin gehorsam zurückzieht, flieht Justin entsetzt vor Harry, auch alle anderen weichen ebenfalls vor ihm zurück. Es stellt sich heraus, dass Harry wie der Herr der Kammer des Schreckens offenbar zu den besonderen Zauberern gehört, welche der Schlangensprache mächtig sind. Die Schüler verdächtigen nun Harry, der angebliche Erbe Slytherins und für die tragischen Vorfälle verantwortlich zu sein. Wie zum Beweis wird auch der muggelstämmige Justin Finch-Fletchley versteinert in Harrys Nähe aufgefunden. Als Dumbledore daraufhin von Harry wissen will, ob er ihm etwas zu erzählen habe, verneint er dies aus Angst, man würde ihm seine Geschichte von der körperlosen Stimme nicht glauben.
Wenig später findet Harry das liegengelassene Tagebuch eines ehemaligen Musterschülers namens Tom Riddle, aus dem hervorgeht, dass die Kammer des Schreckens in der Vergangenheit schon einmal von Hogwarts’ jetzigem Wildhüter, Harrys vertrautem Freund Hagrid, geöffnet worden sein soll, woraufhin damals eine Schülerin starb. Er entschließt sich, niemandem etwas zu sagen und stattdessen weitere Nachforschungen darüber anzustellen. Doch kurz darauf wird ihm das Buch gestohlen. Nachdem Hermine eine plötzliche Eingebung zu den Ereignissen hat und sich umgehend zur Bücherei begibt, wird auch sie versteinert aufgefunden.
Die Schulleitung weiß sich nicht zu helfen und zieht die Schließung des Internats in Erwägung. Als Harry und Ron darauf Hagrid mit dem bisherigen Ergebnis ihrer Untersuchungen konfrontieren wollen, kommt der Zaubereiminister Fudge ihnen zuvor und verfügt den Abtransport des Wildhüters in das Zauberer-Gefängnis Askaban. Zugleich hat Lucius Malfoy die vorübergehende Amtsenthebung Dumbledores durchgesetzt, da dieser das Wohlergehen der Schüler nicht mehr sicherstellen könne. Harry entdeckt den Anfang einer Spur, auf die Hagrid sie vor seiner unfreiwilligen Abreise hingewiesen hat. Sie führt ihn tief in den verbotenen Wald, wo er und Ron auf Aragog treffen, eine sprechende Riesenspinne, die von sich behauptet, Hagrid habe sie in seiner Zeit als Hogwarts-Schüler verbotenerweise großgezogen. Sie sei von ihm zum Zeitpunkt des Angriffes auf ein Mädchen in der Nähe des Tatortes gesucht und von anderen gesehen worden. Infolge des Zustands des Opfers nahm man an, Hagrid, als vermeintlicher Erbe Slytherins, habe Aragog auf das Mädchen losgelassen. Er musste damals zur Strafe seine Ausbildung abbrechen. Auch wenn die Sache damit als erledigt galt: getötet worden sei das Mädchen in Wirklichkeit von etwas anderem.
Harry begreift, dass aus dem Tagebuch Tom Riddles mit der Geschichte der Täterschaft Hagrids etwas Irreführendes hervorgeht. Der damalige Mord und die gegenwärtigen Versteinerungen müssen auf etwas anderes zurückgehen. Um die Versteinerungen zu beheben, müssen gewisse Heilkräuter noch weiter heranwachsen. Sobald sie wirken, hoffen Harry und Ron, wird Hermine ihnen eine Beschreibung dessen geben können, was sie versteinert hat. Bei einem Besuch im Krankenflügel entdeckt Harry in Hermines starren Händen eine bisher übersehene, zusammengeknüllte Buchseite. Darauf ist von einem „Basilisk“ und „König der Schlangen“ die Rede, einem tödlichen Blickwerfer. Damit sieht Harry das Rätsel um die körperlose Stimme, die er hörte, als gelöst an: Da er die Sprache der Schlangen versteht, muss es sich um einen Basilisken handeln. Dessen Blick ist tödlich, aber die Opfer, die er bisher in den Gemäuern Hogwarts’ traf, erblickten ihn durch ein bremsendes Medium (eine Kamera, einen Spiegel, einen Geist oder eine Wasserlache am Boden), worauf sie „nur“ versteinerten. Und es muss noch jemanden geben, der neben Harry die Schlangensprache auch versteht und den Basilisken freilässt: den Erben Slytherins!
Schließlich trifft es auch Rons jüngere Schwester Ginny, eine Erstklässlerin, die indes nicht versteinert aufgefunden, sondern entführt wird. Das Kollegium beauftragt Lockhart inzwischen, die Kammer des Schreckens, deren Lage er allzeit zu kennen vorgab, zu sondieren. Er versucht zu fliehen, aber Harry und Ron, die zu wissen glauben, wo sich die Kammer befindet, fangen ihn ab und zwingen ihn, sie zu begleiten.
In einem der Badezimmer der Mädchen, das seit Jahren durch die Maulende Myrte heimgesucht wird, gelingt es Harry unter Verwendung von Schlangensprache, einen geheimen Gang zu öffnen, der tief unter das Schloss und den See auf den Hogwarts-Ländereien führt. Lockhart offenbart sich dabei als inkompetenter Hochstapler, dessen Heldengeschichten frei erfunden sind. Er versucht aus Angst, seine Schüler mit einem Vergessenszauber zu belegen, um zurückzukehren und dann vorzugeben, er habe das Monster gefunden, die Schülerin Ginny Weasley wäre verschwunden und die beiden Jungen hätten vor Schock ihr Gedächtnis verloren. Da er aber Rons kaputten Zauberstab benutzt, prallt der Spruch auf ihn selbst zurück. Außerdem verursacht er einen Höhleneinsturz, der sie trennt, und Harry muss alleine weitergehen. Er dringt in eine tempelartige Höhle vor, wo ihn Tom Riddle in geistähnlicher Gestalt erwartet. Bei ihm liegt die ohnmächtige, dem Tode nahe Ginny.
Aus dem ihr zugespielten Tagebuch heraus hatte Riddle eine stärker werdende Bindung zwischen sich und Ginny aufgebaut. So hatte er zusehends an Macht über das Mädchen gewonnen, das unter seiner Kontrolle die Kammer des Schreckens entriegelt hatte. Tom Riddle war auch der Erbe Slytherins, der seinerzeit den Eingang zur Kammer gefunden und geöffnet hatte, um damit die Muggelstämmigen zu töten. Inzwischen aber war allein Harry sein Ziel geworden.
Nun zeigt Tom Riddle, dass sein Name „Tom Vorlost Riddle“ ein Anagramm von „Ist Lord Voldemort“ darstellt. Er ist Lord Voldemort selbst, geboren als Sohn einer Hexe und eines Muggels, dessen Rasse er aus den Zaubererrängen tilgen will, seit der Vater die Mutter verließ. Zweimal hatte er bereits versucht, Harry zu töten: als Baby und vor einem Jahr im Verlies des Steins der Weisen. Harry war es gelungen, ihm zu trotzen, da seine Mutter Harry mit einem mächtigen Schutzzauber belegte, als sie starb, um ihn zu retten. Zu signifikanten Gemeinsamkeiten von Harry und Voldemort gehören zum einen die Tatsache, dass beide als Waisen von Nicht-Zauberern aufgezogen wurden und zum anderen, dass beide der Schlangensprache (Parsel) mächtig sind.
Riddle lässt den Basilisken auf Harry los. Während des Kampfes erscheint Fawkes, Dumbledores Phönix, und bringt Harry den Sprechenden Hut. Fawkes hackt der Schlange die Augen aus, so dass sie Harry nicht mehr mit ihrem Blick töten kann. Aus dem Sprechenden Hut zieht Harry das Schwert des Mitbegründers von Hogwarts, Godric Gryffindor, mit dem er die gewaltige Schlange töten kann. Ein giftiger Zahn des Ungeheuers bohrt sich während des Kampfes in Harrys Unterarm, woran er zu sterben droht. Aber die Tränen Fawkes’ heilen seine Wunde. Den Zahn herausreißend, stößt er ihn in das hypnotisierende Tagebuch, das dadurch seine Macht verliert. Danach fliegt er mit Fawkes, Ginny, Ron und Lockhart, der sein Gedächtnis verloren hat, zurück an die Oberfläche.

#### Ausklang
Der inzwischen als Schulleiter wieder eingesetzte Dumbledore erklärt Harry, dass seine Sorge, selbst der Erbe Slytherins zu sein, daher rühre, dass er in der Tat etwas von Voldemorts Fähigkeiten (z. B. die Schlangensprache) durch die Einwirkung des gescheiterten Todesfluchs auf ihn als Baby in sich aufgenommen habe. Dass er trotzdem zu einem anderen Schlag gehöre, habe sich indessen durch das Erscheinen von Fawkes und dem Schwert zu seiner Hilfe gezeigt. Lord Voldemort aber habe wieder durch jemand anderen gehandelt, diesmal durch Ginny mittels seines alten Tagebuchs.
Das Buch wurde ihr anfangs beim Kauf der Schulbücher untergeschoben – vom Schulrat Lucius Malfoy, einem ehemaligen Anhänger Voldemorts, der nach dessen Sturz opportunistisch ins Lager der Sieger zurückkehrte. Um Rons Vater zu diskreditieren, hatte Malfoy einen solchen verbotenen Gegenstand der Tochter seines Feindes untergeschoben, was ihm jedoch nicht nachgewiesen werden kann. Lucius Malfoy erscheint erneut in der Schule, diesmal in Begleitung von Dobby, der sich als sein untreuer Hauself erweist. Harry, der Mitleid mit dem Elfen hat, verhilft diesem durch einen Trick zur Freiheit: Er gibt Lucius Malfoy das in einer Socke steckende zerstörte Tagebuch zurück,  die Socke wirft Malfoy angeekelt weg und Dobby fängt sie auf. Damit hat er Dobby unbeabsichtigt ein Kleidungsstück und dem Elfen die Freiheit geschenkt. Er ist nun nicht mehr dem Hause Malfoy verpflichtet, sondern ein freier Elf.

## Hintergrund
- 2002 wurde das Werk von Chris Columbus, der 2001 bereits den ersten Band auf die Leinwände brachte, erfolgreich verfilmt.
- Im englischen Original ist der Geburtsname von Voldemort nicht Tom Vorlost Riddle, sondern Tom Marvolo Riddle, passend zum Anagramm „I am Lord Voldemort“. Das entsprechende deutsche Anagramm lautet dazu „Ist Lord Voldemort“.

## Ausgaben

### Englische Ausgaben
- Joanne K. Rowling: Harry Potter and the Chamber of Secrets. Bloomsbury Publishing, London 1998, ISBN 0-7475-3849-2. (Gebundene Ausgabe)

### Deutsche Ausgaben
- Joanne K. Rowling: Harry Potter und die Kammer des Schreckens. Carlsen Verlag, Hamburg 1999, ISBN 3-551-55168-5. (Gebundene Ausgabe) (eine Woche lang im Jahr 2002 auf dem Platz 1 der Spiegel-Bestsellerliste)
- Joanne K. Rowling: Harry Potter und die Kammer des Schreckens. Carlsen Verlag, Hamburg 2000, ISBN 3-551-55209-6. (Gebundene Ausgabe für Erwachsene)
- Joanne K. Rowling: Harry Potter und die Kammer des Schreckens. Carlsen Verlag, Hamburg 2006, ISBN 3-551-35402-2. (Taschenbuch-Ausgabe)
- Joanne K. Rowling: Harry Potter und die Kammer des Schreckens. Carlsen Verlag, Hamburg 2016, ISBN 978-3-551-55902-9. (Gebundene Ausgabe mit Illustrationen von Jim Kay)
- J. K. Rowling: Harry Potter und die Kammer des Schreckens. Carlsen Verlag, Hamburg 2018, ISBN 978-3-551-55742-1. (Gebundene Neuauflage zum 20. Jubiläum der deutschen Ausgabe)

### Hörbücher
- Joanne K. Rowling: Harry Potter und die Kammer des Schreckens. Der HörVerlag, München 2001, ISBN 3-89584-702-X. (Hörbuch, gelesen von Rufus Beck)